# 平田公園 (海津市)

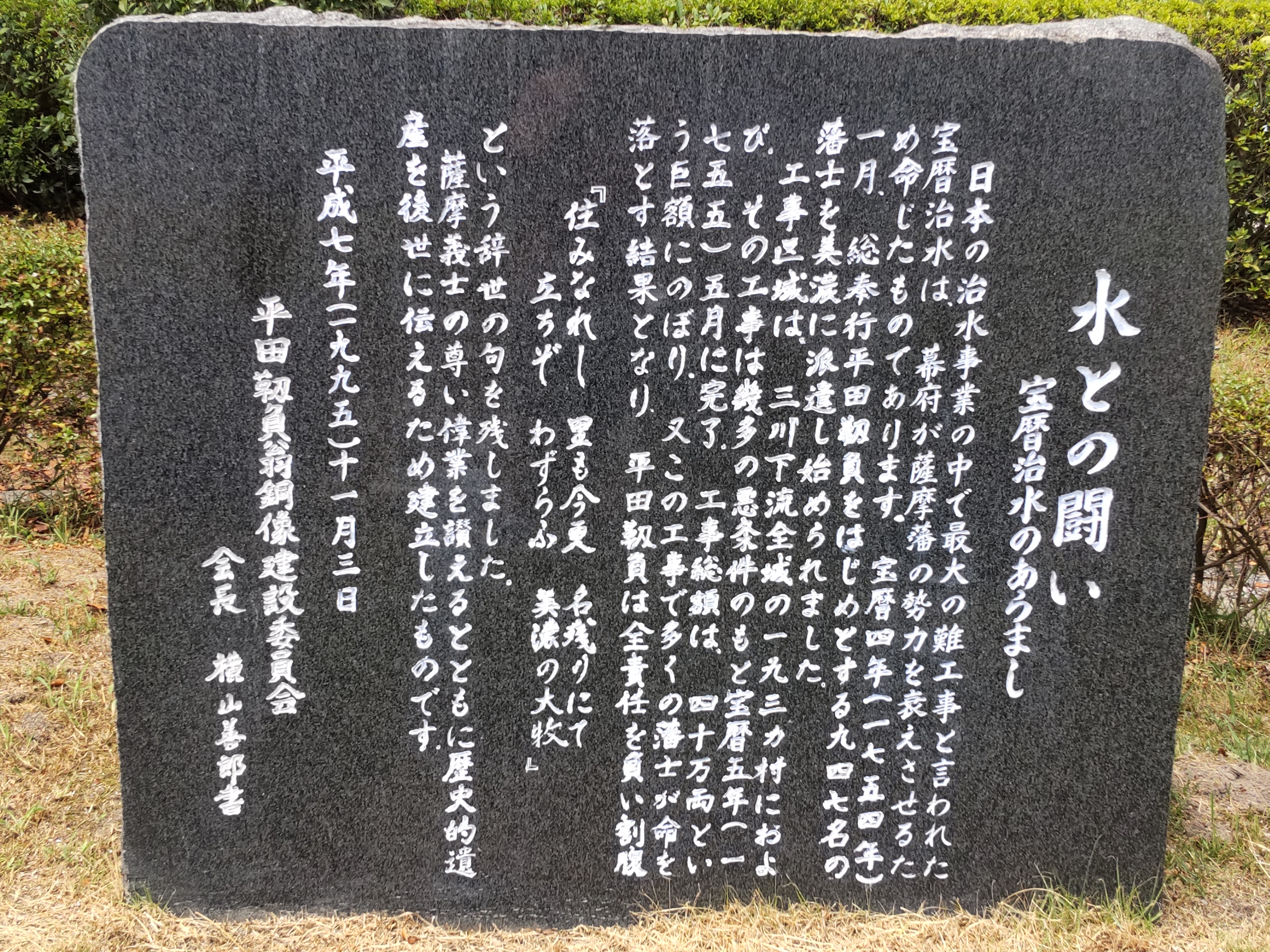
公園内に設置された宝暦治水の説明書き

平田公園（ひらたこうえん）は、岐阜県海津市平田町にある都市公園。

## 概況
- 大榑川沿いにある広さ約1.4haの公園である。
- 1996年（平成8年）4月に海津郡平田町の輪中公園として開園。2005年（平成17年）3月28日に平田町、海津町、南濃町が合併して海津市が発足すると同時に平田公園に改称している。
- 指定管理者制度を導入しており、管理運営は技研サービスが行っている。

## 施設概況
- グリーンドーム
  - 屋根付きイベント広場。
- パターゴルフ場
  - 18ホール、パー72のコース。広さは7,200㎡。
- ローラー滑り台
  - 全長80ｍ。
- 芝生広場
- 遊具
  - すべり台、スライダーロープ、コンビネーション遊具など
- 平田靱負翁銅像

## 利用案内

### 入園料
無料。
- パターゴルフ場は有料。利用時は公園内の管理棟に申し込む。
- グリーンドームは有料。事前申請が必要。

### 開園時間・休園日
海津市公式サイト「平田公園」にて確認のこと。

## 交通アクセス
- 海津市コミュニティバス海津羽島線「お千代保稲荷」バス停より徒歩約15分。